# Livadea, Prahova
Livadea (mai vechi, Livadea Haimanalelor) este un sat în comuna Vărbilău din județul Prahova, Muntenia, România.
La sfârșitul secolului al XIX-lea, satul era reședința comunei Livadea, formată din satele Livadea și Podu Ursului, având 749 de locuitori și 138 de case; comuna avea 8 mori pe râul Vărbilău și o biserică fondată în 1867. Această comună a fost desființată în 1968, fiind inclusă în întregime în comuna Vărbilău.